# اکونگونگ
اکونگونگ (به لاتین: Acongeong) در سودان جنوبی است که در western bahr el ghazal واقع شده‌است.